# رموز البلدان يو-زد
رموز البلدان U-Z القائمة التالية تحتوي على رموز البلدان بين الحرفين (U-Z).

## أوغندا
| أيزو 3166-1 رقمي 800                                         | أيزو 3166-1 حرفي-3 UGA                            | أيزو 3166-1 حرفي-2 UG                              | رمز مطار منظمة الطيران المدني الدولي بادئة(es) HU          |
| قائمة مفاتيح الهاتف لدول العالم +256                         | قائمة رموز بلدان اللجنة الأولمبية الدولية UGA     | النطاق الأعلى في ترميز الدولة .ug                  | منظمة الطيران المدني الدولي تسجيل الطائرات. بادئة (es) 5X- |
| الهوية الدولية لمشترك الجوال رمز البلد في الهاتف المحمول 641 | قائمة رموز أعضاء حلف الناتو رمز من ثلاثة حروف UGA | قائمة رموز أعضاء حلف الناتو رمز من حرفين (قديم) UG | مكتبة الكونغرس مارك (نظام فهرسة) UG                        |
| أرقام الهوية البحرية 675                                     | قائمة رموز الاتحاد الدولي للاتصالات UGA           | رموز معايير معالجة المعلومات الفيدرالية UG         | رمز تسجيل المركبات الدولي EAU                              |
| GTIN بادئة (es) —                                            | رمز برنامج الأمم المتحدة الإنمائي UGA             | المنظمة العالمية للأرصاد الجوية رمز البلد UG       | بادئة نداء الاتحاد الدولي للاتصالات 5XA-5XZ                |

## أوكرانيا
| أيزو 3166-1 رقمي 804                                         | أيزو 3166-1 حرفي-3 UKR                            | أيزو 3166-1 حرفي-2 UA                              | رمز مطار منظمة الطيران المدني الدولي بادئة(es) UK          |
| قائمة مفاتيح الهاتف لدول العالم +380                         | قائمة رموز بلدان اللجنة الأولمبية الدولية UKR     | النطاق الأعلى في ترميز الدولة .ua                  | منظمة الطيران المدني الدولي تسجيل الطائرات. بادئة (es) UR- |
| الهوية الدولية لمشترك الجوال رمز البلد في الهاتف المحمول 255 | قائمة رموز أعضاء حلف الناتو رمز من ثلاثة حروف UKR | قائمة رموز أعضاء حلف الناتو رمز من حرفين (قديم) UP | مكتبة الكونغرس مارك (نظام فهرسة) UN                        |
| أرقام الهوية البحرية 272                                     | قائمة رموز الاتحاد الدولي للاتصالات UKR           | رموز معايير معالجة المعلومات الفيدرالية UP         | رمز تسجيل المركبات الدولي UA                               |
| GTIN بادئة (es) 482                                          | رمز برنامج الأمم المتحدة الإنمائي UKR             | المنظمة العالمية للأرصاد الجوية رمز البلد UR       | بادئة نداء الاتحاد الدولي للاتصالات EMA-EOZ, URA-UZZ       |

## الإمارات العربية المتحدة
| أيزو 3166-1 رقمي 784                                                        | أيزو 3166-1 حرفي-3 ARE                            | أيزو 3166-1 حرفي-2 AE                              | رمز مطار منظمة الطيران المدني الدولي بادئة(es) OM          |
| قائمة مفاتيح الهاتف لدول العالم +971                                        | قائمة رموز بلدان اللجنة الأولمبية الدولية UAE     | النطاق الأعلى في ترميز الدولة .ae                  | منظمة الطيران المدني الدولي تسجيل الطائرات. بادئة (es) A6- |
| الهوية الدولية لمشترك الجوال رمز البلد في الهاتف المحمول 050, 055, 056, 052 | قائمة رموز أعضاء حلف الناتو رمز من ثلاثة حروف ARE | قائمة رموز أعضاء حلف الناتو رمز من حرفين (قديم) TC | مكتبة الكونغرس مارك (نظام فهرسة) TS                        |
| أرقام الهوية البحرية 470                                                    | قائمة رموز الاتحاد الدولي للاتصالات UAE           | رموز معايير معالجة المعلومات الفيدرالية AE         | رمز تسجيل المركبات الدولي UAE                              |
| GTIN بادئة (es) 629                                                         | رمز برنامج الأمم المتحدة الإنمائي UAE             | المنظمة العالمية للأرصاد الجوية رمز البلد ER       | بادئة نداء الاتحاد الدولي للاتصالات A6A-A6Z                |

## المملكة المتحدة
| أيزو 3166-1 رقمي 826                                              | أيزو 3166-1 حرفي-3 GBR                            | أيزو 3166-1 حرفي-2 GB                              | رمز مطار منظمة الطيران المدني الدولي بادئة(es) EG                                                         |
| قائمة مفاتيح الهاتف لدول العالم +44                               | قائمة رموز بلدان اللجنة الأولمبية الدولية GBR     | النطاق الأعلى في ترميز الدولة .uk and .gb          | منظمة الطيران المدني الدولي تسجيل الطائرات. بادئة (es) G-                                                 |
| الهوية الدولية لمشترك الجوال رمز البلد في الهاتف المحمول 234, 235 | قائمة رموز أعضاء حلف الناتو رمز من ثلاثة حروف GBR | قائمة رموز أعضاء حلف الناتو رمز من حرفين (قديم) UK | مكتبة الكونغرس مارك (نظام فهرسة) XXK                                                                      |
| أرقام الهوية البحرية 232-235                                      | قائمة رموز الاتحاد الدولي للاتصالات G             | رموز معايير معالجة المعلومات الفيدرالية UK         | رمز تسجيل المركبات الدولي GB                                                                              |
| GTIN بادئة (es) 500-509                                           | رمز برنامج الأمم المتحدة الإنمائي UKM             | المنظمة العالمية للأرصاد الجوية رمز البلد UK       | بادئة نداء الاتحاد الدولي للاتصالات 2AA-2ZZ, GAA-GZZ, MAA-MZZ, VPA-VQZ VSA-VSZ, ZBA-ZJZ, ZNA-ZOZ, ZQA-ZQZ |

## الولايات المتحدة
| أيزو 3166-1 رقمي 840                                             | أيزو 3166-1 حرفي-3 USA                            | أيزو 3166-1 حرفي-2 US                              | رمز مطار منظمة الطيران المدني الدولي بادئة(es) K, PA, PB, PF, PH, PJ, PL, PM, PO, PP, PW |
| قائمة مفاتيح الهاتف لدول العالم +1                               | قائمة رموز بلدان اللجنة الأولمبية الدولية USA     | النطاق الأعلى في ترميز الدولة .us                  | منظمة الطيران المدني الدولي تسجيل الطائرات. بادئة (es) N                                 |
| الهوية الدولية لمشترك الجوال رمز البلد في الهاتف المحمول 310-316 | قائمة رموز أعضاء حلف الناتو رمز من ثلاثة حروف USA | قائمة رموز أعضاء حلف الناتو رمز من حرفين (قديم) US | مكتبة الكونغرس مارك (نظام فهرسة) XXU                                                     |
| أرقام الهوية البحرية 338, 366-369                                | قائمة رموز الاتحاد الدولي للاتصالات USA           | رموز معايير معالجة المعلومات الفيدرالية US         | رمز تسجيل المركبات الدولي USA                                                            |
| GTIN بادئة (es) 000-139                                          | رمز برنامج الأمم المتحدة الإنمائي USA             | المنظمة العالمية للأرصاد الجوية رمز البلد US       | بادئة نداء الاتحاد الدولي للاتصالات AAA-ALZ, KAA-KZZ NAA-NZZ, WAA-WZZ                    |

## الأوروغواي
| أيزو 3166-1 رقمي 858                                         | أيزو 3166-1 حرفي-3 URY                            | أيزو 3166-1 حرفي-2 UY                              | رمز مطار منظمة الطيران المدني الدولي بادئة(es) SU          |
| قائمة مفاتيح الهاتف لدول العالم +598                         | قائمة رموز بلدان اللجنة الأولمبية الدولية URU     | النطاق الأعلى في ترميز الدولة .uy                  | منظمة الطيران المدني الدولي تسجيل الطائرات. بادئة (es) CX- |
| الهوية الدولية لمشترك الجوال رمز البلد في الهاتف المحمول 748 | قائمة رموز أعضاء حلف الناتو رمز من ثلاثة حروف URY | قائمة رموز أعضاء حلف الناتو رمز من حرفين (قديم) UY | مكتبة الكونغرس مارك (نظام فهرسة) UY                        |
| أرقام الهوية البحرية 770                                     | قائمة رموز الاتحاد الدولي للاتصالات URG           | رموز معايير معالجة المعلومات الفيدرالية UY         | رمز تسجيل المركبات الدولي ROU                              |
| GTIN بادئة (es) 773                                          | رمز برنامج الأمم المتحدة الإنمائي URU             | المنظمة العالمية للأرصاد الجوية رمز البلد UY       | بادئة نداء الاتحاد الدولي للاتصالات CVA-CXZ                |

## أوزبكستان
| أيزو 3166-1 رقمي 860                                         | أيزو 3166-1 حرفي-3 UZB                            | أيزو 3166-1 حرفي-2 UZ                              | رمز مطار منظمة الطيران المدني الدولي بادئة(es) UT          |
| قائمة مفاتيح الهاتف لدول العالم +998                         | قائمة رموز بلدان اللجنة الأولمبية الدولية UZB     | النطاق الأعلى في ترميز الدولة .uz                  | منظمة الطيران المدني الدولي تسجيل الطائرات. بادئة (es) UK- |
| الهوية الدولية لمشترك الجوال رمز البلد في الهاتف المحمول 434 | قائمة رموز أعضاء حلف الناتو رمز من ثلاثة حروف UZB | قائمة رموز أعضاء حلف الناتو رمز من حرفين (قديم) UZ | مكتبة الكونغرس مارك (نظام فهرسة) UZ                        |
| أرقام الهوية البحرية —                                       | قائمة رموز الاتحاد الدولي للاتصالات UZB           | رموز معايير معالجة المعلومات الفيدرالية UZ         | رمز تسجيل المركبات الدولي UZ                               |
| GTIN بادئة (es) 478                                          | رمز برنامج الأمم المتحدة الإنمائي UZB             | المنظمة العالمية للأرصاد الجوية رمز البلد UZ       | بادئة نداء الاتحاد الدولي للاتصالات UJA-UMZ                |

## فانواتو
| أيزو 3166-1 رقمي 548                                         | أيزو 3166-1 حرفي-3 VUT                            | أيزو 3166-1 حرفي-2 VU                              | رمز مطار منظمة الطيران المدني الدولي بادئة(es) NV          |
| قائمة مفاتيح الهاتف لدول العالم +678                         | قائمة رموز بلدان اللجنة الأولمبية الدولية VAN     | النطاق الأعلى في ترميز الدولة .vu                  | منظمة الطيران المدني الدولي تسجيل الطائرات. بادئة (es) YJ- |
| الهوية الدولية لمشترك الجوال رمز البلد في الهاتف المحمول 541 | قائمة رموز أعضاء حلف الناتو رمز من ثلاثة حروف VUT | قائمة رموز أعضاء حلف الناتو رمز من حرفين (قديم) NH | مكتبة الكونغرس مارك (نظام فهرسة) NN                        |
| أرقام الهوية البحرية 576                                     | قائمة رموز الاتحاد الدولي للاتصالات VUT           | رموز معايير معالجة المعلومات الفيدرالية NH         | رمز تسجيل المركبات الدولي VU (unofficial)                  |
| GTIN بادئة (es) —                                            | رمز برنامج الأمم المتحدة الإنمائي VAN             | المنظمة العالمية للأرصاد الجوية رمز البلد NV       | بادئة نداء الاتحاد الدولي للاتصالات YJA-YJZ                |

## الفاتيكان
| أيزو 3166-1 رقمي 336                                         | أيزو 3166-1 حرفي-3 VAT                            | أيزو 3166-1 حرفي-2 VA                              | رمز مطار منظمة الطيران المدني الدولي بادئة(es) —           |
| قائمة مفاتيح الهاتف لدول العالم +379                         | قائمة رموز بلدان اللجنة الأولمبية الدولية —       | النطاق الأعلى في ترميز الدولة .va                  | منظمة الطيران المدني الدولي تسجيل الطائرات. بادئة (es) HV- |
| الهوية الدولية لمشترك الجوال رمز البلد في الهاتف المحمول 225 | قائمة رموز أعضاء حلف الناتو رمز من ثلاثة حروف VAT | قائمة رموز أعضاء حلف الناتو رمز من حرفين (قديم) VT | مكتبة الكونغرس مارك (نظام فهرسة) VC                        |
| أرقام الهوية البحرية 208                                     | قائمة رموز الاتحاد الدولي للاتصالات CVA           | رموز معايير معالجة المعلومات الفيدرالية VT         | رمز تسجيل المركبات الدولي V                                |
| GTIN بادئة (es) —                                            | رمز برنامج الأمم المتحدة الإنمائي HLS             | المنظمة العالمية للأرصاد الجوية رمز البلد —        | بادئة نداء الاتحاد الدولي للاتصالات HVA-HVZ                |

## فنزويلا
| أيزو 3166-1 رقمي 862                                         | أيزو 3166-1 حرفي-3 VEN                            | أيزو 3166-1 حرفي-2 VE                              | رمز مطار منظمة الطيران المدني الدولي بادئة(es) SV          |
| قائمة مفاتيح الهاتف لدول العالم +58                          | قائمة رموز بلدان اللجنة الأولمبية الدولية VEN     | النطاق الأعلى في ترميز الدولة .ve                  | منظمة الطيران المدني الدولي تسجيل الطائرات. بادئة (es) YV- |
| الهوية الدولية لمشترك الجوال رمز البلد في الهاتف المحمول 734 | قائمة رموز أعضاء حلف الناتو رمز من ثلاثة حروف VEN | قائمة رموز أعضاء حلف الناتو رمز من حرفين (قديم) VE | مكتبة الكونغرس مارك (نظام فهرسة) VE                        |
| أرقام الهوية البحرية 775                                     | قائمة رموز الاتحاد الدولي للاتصالات VEN           | رموز معايير معالجة المعلومات الفيدرالية VE         | رمز تسجيل المركبات الدولي YV                               |
| GTIN بادئة (es) 759                                          | رمز برنامج الأمم المتحدة الإنمائي VEN             | المنظمة العالمية للأرصاد الجوية رمز البلد VN       | بادئة نداء الاتحاد الدولي للاتصالات 4MA-4MZ, YVA-YYZ       |

## فيتنام
| أيزو 3166-1 رقمي 704                                         | أيزو 3166-1 حرفي-3 VNM                            | أيزو 3166-1 حرفي-2 VN                              | رمز مطار منظمة الطيران المدني الدولي بادئة(es) VV          |
| قائمة مفاتيح الهاتف لدول العالم +84                          | قائمة رموز بلدان اللجنة الأولمبية الدولية VIE     | النطاق الأعلى في ترميز الدولة .vn                  | منظمة الطيران المدني الدولي تسجيل الطائرات. بادئة (es) VN- |
| الهوية الدولية لمشترك الجوال رمز البلد في الهاتف المحمول 452 | قائمة رموز أعضاء حلف الناتو رمز من ثلاثة حروف VNM | قائمة رموز أعضاء حلف الناتو رمز من حرفين (قديم) VM | مكتبة الكونغرس مارك (نظام فهرسة) VM                        |
| أرقام الهوية البحرية 574                                     | قائمة رموز الاتحاد الدولي للاتصالات VTN           | رموز معايير معالجة المعلومات الفيدرالية VM         | رمز تسجيل المركبات الدولي VN                               |
| GTIN بادئة (es) 893                                          | رمز برنامج الأمم المتحدة الإنمائي VIE             | المنظمة العالمية للأرصاد الجوية رمز البلد VS       | بادئة نداء الاتحاد الدولي للاتصالات 3WA-3WZ, XVA-XVZ       |

## جزر العذراء البريطانية
| أيزو 3166-1 رقمي 092                                         | أيزو 3166-1 حرفي-3 VGB                            | أيزو 3166-1 حرفي-2 VG                              | رمز مطار منظمة الطيران المدني الدولي بادئة(es) TU             |
| قائمة مفاتيح الهاتف لدول العالم +1 284                       | قائمة رموز بلدان اللجنة الأولمبية الدولية IVB     | النطاق الأعلى في ترميز الدولة .vg                  | منظمة الطيران المدني الدولي تسجيل الطائرات. بادئة (es) VP-LV- |
| الهوية الدولية لمشترك الجوال رمز البلد في الهاتف المحمول 348 | قائمة رموز أعضاء حلف الناتو رمز من ثلاثة حروف VGB | قائمة رموز أعضاء حلف الناتو رمز من حرفين (قديم) VS | مكتبة الكونغرس مارك (نظام فهرسة) VB                           |
| أرقام الهوية البحرية 378                                     | قائمة رموز الاتحاد الدولي للاتصالات VRG           | رموز معايير معالجة المعلومات الفيدرالية VI         | رمز تسجيل المركبات الدولي BVI                                 |
| GTIN بادئة (es) —                                            | رمز برنامج الأمم المتحدة الإنمائي BVI             | المنظمة العالمية للأرصاد الجوية رمز البلد VG       | بادئة نداء الاتحاد الدولي للاتصالات —                         |

## جزر العذراء الأمريكية
| أيزو 3166-1 رقمي 850                                         | أيزو 3166-1 حرفي-3 VIR                            | أيزو 3166-1 حرفي-2 VI                              | رمز مطار منظمة الطيران المدني الدولي بادئة(es) MI, TI     |
| قائمة مفاتيح الهاتف لدول العالم +1 340                       | قائمة رموز بلدان اللجنة الأولمبية الدولية ISV     | النطاق الأعلى في ترميز الدولة .vi                  | منظمة الطيران المدني الدولي تسجيل الطائرات. بادئة (es) N- |
| الهوية الدولية لمشترك الجوال رمز البلد في الهاتف المحمول 332 | قائمة رموز أعضاء حلف الناتو رمز من ثلاثة حروف VIR | قائمة رموز أعضاء حلف الناتو رمز من حرفين (قديم) VI | مكتبة الكونغرس مارك (نظام فهرسة) VI                       |
| أرقام الهوية البحرية 379                                     | قائمة رموز الاتحاد الدولي للاتصالات VIR           | رموز معايير معالجة المعلومات الفيدرالية VQ         | رمز تسجيل المركبات الدولي —                               |
| GTIN بادئة (es) —                                            | رمز برنامج الأمم المتحدة الإنمائي UVI             | المنظمة العالمية للأرصاد الجوية رمز البلد VI       | بادئة نداء الاتحاد الدولي للاتصالات —                     |

## واليس وفوتونا
| أيزو 3166-1 رقمي 876                                         | أيزو 3166-1 حرفي-3 WLF                            | أيزو 3166-1 حرفي-2 WF                              | رمز مطار منظمة الطيران المدني الدولي بادئة(es) NL         |
| قائمة مفاتيح الهاتف لدول العالم +681                         | قائمة رموز بلدان اللجنة الأولمبية الدولية —       | النطاق الأعلى في ترميز الدولة .wf                  | منظمة الطيران المدني الدولي تسجيل الطائرات. بادئة (es) F- |
| الهوية الدولية لمشترك الجوال رمز البلد في الهاتف المحمول 543 | قائمة رموز أعضاء حلف الناتو رمز من ثلاثة حروف WLF | قائمة رموز أعضاء حلف الناتو رمز من حرفين (قديم) WF | مكتبة الكونغرس مارك (نظام فهرسة) WF                       |
| أرقام الهوية البحرية 578                                     | قائمة رموز الاتحاد الدولي للاتصالات WAL           | رموز معايير معالجة المعلومات الفيدرالية WF         | رمز تسجيل المركبات الدولي F                               |
| GTIN بادئة (es) —                                            | رمز برنامج الأمم المتحدة الإنمائي WFI             | المنظمة العالمية للأرصاد الجوية رمز البلد FW       | بادئة نداء الاتحاد الدولي للاتصالات —                     |

## الصحراء الغربية
| أيزو 3166-1 رقمي 732                                         | أيزو 3166-1 حرفي-3 ESH                            | أيزو 3166-1 حرفي-2 EH                              | رمز مطار منظمة الطيران المدني الدولي بادئة(es) GS          |
| قائمة مفاتيح الهاتف لدول العالم +212                         | قائمة رموز بلدان اللجنة الأولمبية الدولية —       | النطاق الأعلى في ترميز الدولة —                    | منظمة الطيران المدني الدولي تسجيل الطائرات. بادئة (es) CN- |
| الهوية الدولية لمشترك الجوال رمز البلد في الهاتف المحمول 604 | قائمة رموز أعضاء حلف الناتو رمز من ثلاثة حروف ESH | قائمة رموز أعضاء حلف الناتو رمز من حرفين (قديم) WI | مكتبة الكونغرس مارك (نظام فهرسة) SS                        |
| أرقام الهوية البحرية —                                       | قائمة رموز الاتحاد الدولي للاتصالات AOE           | رموز معايير معالجة المعلومات الفيدرالية WI         | رمز تسجيل المركبات الدولي ME(?)                            |
| GTIN بادئة (es) —                                            | رمز برنامج الأمم المتحدة الإنمائي SAH             | المنظمة العالمية للأرصاد الجوية رمز البلد EH       | بادئة نداء الاتحاد الدولي للاتصالات —                      |

## اليمن
| أيزو 3166-1 رقمي 887                                         | أيزو 3166-1 حرفي-3 YEM                            | أيزو 3166-1 حرفي-2 YE                              | رمز مطار منظمة الطيران المدني الدولي بادئة(es) OY          |
| قائمة مفاتيح الهاتف لدول العالم +967                         | قائمة رموز بلدان اللجنة الأولمبية الدولية YEM     | النطاق الأعلى في ترميز الدولة .ye                  | منظمة الطيران المدني الدولي تسجيل الطائرات. بادئة (es) 7O- |
| الهوية الدولية لمشترك الجوال رمز البلد في الهاتف المحمول 421 | قائمة رموز أعضاء حلف الناتو رمز من ثلاثة حروف YEM | قائمة رموز أعضاء حلف الناتو رمز من حرفين (قديم) YE | مكتبة الكونغرس مارك (نظام فهرسة) YE                        |
| أرقام الهوية البحرية 473, 475                                | قائمة رموز الاتحاد الدولي للاتصالات YEM           | رموز معايير معالجة المعلومات الفيدرالية YM         | رمز تسجيل المركبات الدولي YAR                              |
| GTIN بادئة (es) —                                            | رمز برنامج الأمم المتحدة الإنمائي YEM             | المنظمة العالمية للأرصاد الجوية رمز البلد YE       | بادئة نداء الاتحاد الدولي للاتصالات 7OA-7OZ                |

## زامبيا
| أيزو 3166-1 رقمي 894                                         | أيزو 3166-1 حرفي-3 ZMB                            | أيزو 3166-1 حرفي-2 ZM                              | رمز مطار منظمة الطيران المدني الدولي بادئة(es) FL          |
| قائمة مفاتيح الهاتف لدول العالم +260                         | قائمة رموز بلدان اللجنة الأولمبية الدولية ZAM     | النطاق الأعلى في ترميز الدولة .zm                  | منظمة الطيران المدني الدولي تسجيل الطائرات. بادئة (es) 9J- |
| الهوية الدولية لمشترك الجوال رمز البلد في الهاتف المحمول 645 | قائمة رموز أعضاء حلف الناتو رمز من ثلاثة حروف ZMB | قائمة رموز أعضاء حلف الناتو رمز من حرفين (قديم) ZA | مكتبة الكونغرس مارك (نظام فهرسة) ZA                        |
| أرقام الهوية البحرية 678                                     | قائمة رموز الاتحاد الدولي للاتصالات ZMB           | رموز معايير معالجة المعلومات الفيدرالية ZA         | رمز تسجيل المركبات الدولي RNR                              |
| GTIN بادئة (es) —                                            | رمز برنامج الأمم المتحدة الإنمائي ZAM             | المنظمة العالمية للأرصاد الجوية رمز البلد ZB       | بادئة نداء الاتحاد الدولي للاتصالات 9IA-9JZ                |

## زيمبابوي
| أيزو 3166-1 رقمي 716                                         | أيزو 3166-1 حرفي-3 ZWE                            | أيزو 3166-1 حرفي-2 ZW                              | رمز مطار منظمة الطيران المدني الدولي بادئة(es) FV         |
| قائمة مفاتيح الهاتف لدول العالم +263                         | قائمة رموز بلدان اللجنة الأولمبية الدولية ZIM     | النطاق الأعلى في ترميز الدولة .zw                  | منظمة الطيران المدني الدولي تسجيل الطائرات. بادئة (es) Z- |
| الهوية الدولية لمشترك الجوال رمز البلد في الهاتف المحمول 648 | قائمة رموز أعضاء حلف الناتو رمز من ثلاثة حروف ZWE | قائمة رموز أعضاء حلف الناتو رمز من حرفين (قديم) ZI | مكتبة الكونغرس مارك (نظام فهرسة) RH                       |
| أرقام الهوية البحرية 679                                     | قائمة رموز الاتحاد الدولي للاتصالات ZWE           | رموز معايير معالجة المعلومات الفيدرالية ZI         | رمز تسجيل المركبات الدولي ZW                              |
| GTIN بادئة (es) —                                            | رمز برنامج الأمم المتحدة الإنمائي ZIM             | المنظمة العالمية للأرصاد الجوية رمز البلد ZW       | بادئة نداء الاتحاد الدولي للاتصالات Z2A-Z2Z               |

## ملاحظة
1. ↑  US does not put a - (dash) after the N on aircraft ex: N1A to N9999Z
2. ↑  Not used, instead Italian telephone numbers beginning +39 06 698 are assigned
3. ↑  Holy See